# Do not go gentle into that good night
Do not go gentle into that good night je báseň velšského básníka Dylana Thomase, kterou napsal pro svého umírajícího otce. Poprvé byla publikována v roce 1951 v italském časopisu Botteghe Oscure; o rok později vyšla jako součást Thomasovy sbírky In Country Sleep and Other Poems. Velšský hudebník a hudební skladatel John Cale představil koncem osmdesátých let zhudebněnou verzi básně jako součást díla The Falklands Suite (skladba později vyšla na albu Words for the Dying). Americký zpěvák Iggy Pop báseň zhudebnil na svém albu Free (2019). Herec Michael Caine a poté také Matt Damon ji recitovali ve filmu Interstellar z roku 2014.
V češtině báseň vyšla knižně poprvé v roce 1958 ve výboru Zvláště když říjnový vítr (SNKLHU) v překladu Jiřiny Haukové pod názvem „Pokojně neodcházej v onen dobrý sen“. Stejný překlad vyšel v roce 1965 ve výboru Kapradinový vrch (Mladá fronta). Ve výboru Svlékání tmy (Československý spisovatel, 1988), který přeložil Pavel Šrut, vyšla pod názvem „Pokojně nevcházej do dobré tmy“.